# Preston Quick
Pour les articles homonymes, voir Quick.
Preston Quick, né le 10 mai 1978 dans le Colorado, est un joueur de squash représentant les États-Unis. Il atteint le 97e rang mondial en janvier 2003, son meilleur classement. Il est champion des États-Unis à deux reprises en 2003 et 2004.
Sa sœur  Meredeth Quick est également joueuse de squash.

## Palmarès

### Titres
- Championnats des États-Unis : 2 titres (2003, 2004)